# 貢薩洛·比利亞爾·德爾弗賴萊
貢薩洛·比利亞爾·德爾弗賴萊 （西班牙語：Gonzalo Villar del Fraile；1998年3月23日—），西班牙足球運動員，現效力於克罗地亚足球联赛球隊萨格勒布迪纳摩，司職中場。前西班牙國家足球隊成員。

## 俱樂部生涯
比利亞爾出自埃尔切青訓營，隨後他轉會前往巴伦西亚。 2018-19賽季開始前，比利亞爾重返埃爾切，他成為埃爾切的主力球員，並且首次得到了西班牙U21國家隊的徵召。
意甲球會羅馬在其官方網站宣佈，球隊正式從西甲球會埃尔切簽下貢薩洛·比利亞爾，初始轉會費為400萬歐元，並有根據比利亞爾表現的浮動條款，轉會費最高可達500萬歐元。

## 外部連結
- Gonzalo Villar在BDFutbol中的档案
- Soccerway資料庫：Gonzalo Villar